# 赤苍藤
赤苍藤（学名：Erythropalum scandens），也称牛耳菜、细绿藤、拉丝藤、小姑娘菜，为铁青树科赤苍藤属下的多年生常绿大型藤本植物。长5-12米。主要分布在热带及亚热带地区。

## 利用
在中国广西地区的民间传统中，常采集野生赤苍藤用于食用或药用。赤苍藤的嫩叶尖可鲜食、炒食和煮汤。赤苍藤的茎部可入药，具有利尿和治疗黄疸的功效，并对风湿骨痛也有一定疗效。其根部常用于煮肉或浸酒服用，而捣烂后的叶子则可以外敷患处，用于治疗水肿。